# Pedro Gonçalves
Pedro António Pereira Gonçalves (*28. června 1998 Chaves) je portugalský profesionální fotbalista a mládežnický reprezentant, který hraje na pozici ofensivního záložníka v portugalském klubu Sporting CP.

## Klubová kariéra

### Wolverhampton Wanderers
Gonçalves, který se narodil v portugalském městě Chaves, přestoupil v červenci 2017 do anglického klubu Wolverhampton Wanderers ze španělské Valencie CF. Svůj jediný soutěžní zápas v týmu odehrál 28. srpna 2018 při výhře 2:0 proti Sheffieldu Wednesday ve druhém kole EFL Cupu, kde v 62. minutě vystřídal za Elliota Watta.

### Famalicão
Gonçalves se vrátil do rodného Portugalska 2. července 2019, když se připojil k nově postoupivšímu FC Famalicão, kde podepsal pětiletou smlouvu. V Primeira Lize debutoval 10. srpna, když odehrál celé utkání proti CD Santa Clara. Svůj první gól vstřelil o měsíc později při výhře 4:2 nad Paços de Ferreira.

### Sporting CP
Dne 18. srpna 2020 se Gonçalves dohodl na pětileté smlouvě se Sportingem CP. 1. listopadu vstřelil svůj čtvrtý a pátý gól v klubu při výhře 4:0 nad CD Tondela; bylo to jeho šesté utkání, stal se tak průběžně druhým nejlepším střelcem v lize. 5. prosince skóroval a byl vyloučen v utkání proti Famalicãu; byl to jeho desátý gól v šesti po sobě jdoucích zápasech.

## Reprezentační kariéra
Gonçalves odehrál svůj první zápas v reprezentaci do 21 let 4. září 2020, při vítězství 4:0 na Kypru v kvalifikaci na Mistrovství Evropy 2021. 13. října v utkání proti Gibraltaru dvakrát skóroval (zápas skončil 3:0).Svůj první zápas v seniorské Portugalské reprezentaci odehrál v přátelském utkání proti Španělsku když v 71.minutě vystřídal Bernarda Silvu.

## Statistiky
K 20. březnu 2021
| Klub                    | Sezóna  | Liga           | Liga   | Liga | Národní pohár | Národní pohár | Ligový pohár | Ligový pohár | Evropské poháry | Evropské poháry | Celkem | Celkem |
| Klub                    | Sezóna  | Liga           | Zápasy | Góly | Zápasy        | Góly          | Zápasy       | Góly         | Zápasy          | Góly            | Zápasy | Góly   |
| ----------------------- | ------- | -------------- | ------ | ---- | ------------- | ------------- | ------------ | ------------ | --------------- | --------------- | ------ | ------ |
| Wolverhampton Wanderers | 2017/18 | Championship   | 0      | 0    | 0             | 0             | 0            | 0            | —               | —               | 0      | 0      |
| Wolverhampton Wanderers | 2018/19 | Premier League | 0      | 0    | 0             | 0             | 1            | 0            | —               | —               | 1      | 0      |
| Wolverhampton Wanderers | Celkem  | Celkem         | 0      | 0    | 0             | 0             | 1            | 0            | —               | —               | 1      | 0      |
| Famalicão               | 2019/20 | Primeira Liga  | 33     | 5    | 6             | 2             | 1            | 0            | —               | —               | 40     | 7      |
| Sporting CP             | 2020/21 | Primeira Liga  | 22     | 15   | 1             | 0             | 3            | 0            | 1               | 0               | 27     | 15     |
| Celkem                  | Celkem  | Celkem         | 55     | 20   | 7             | 2             | 5            | 0            | 1               | 0               | 68     | 22     |

## Úspěchy

### Klubové
Sporting CP
- Primeira Liga: 2020/21
- Primeira Liga:2023/24
- Taça da Liga: 2020/21[13]
- Taça da Liga:2021/22
- Supertaça Cândido de Oliveira:2021

### Individuální
- Král střelců portugalské ligy: 2020/21